# 교회론

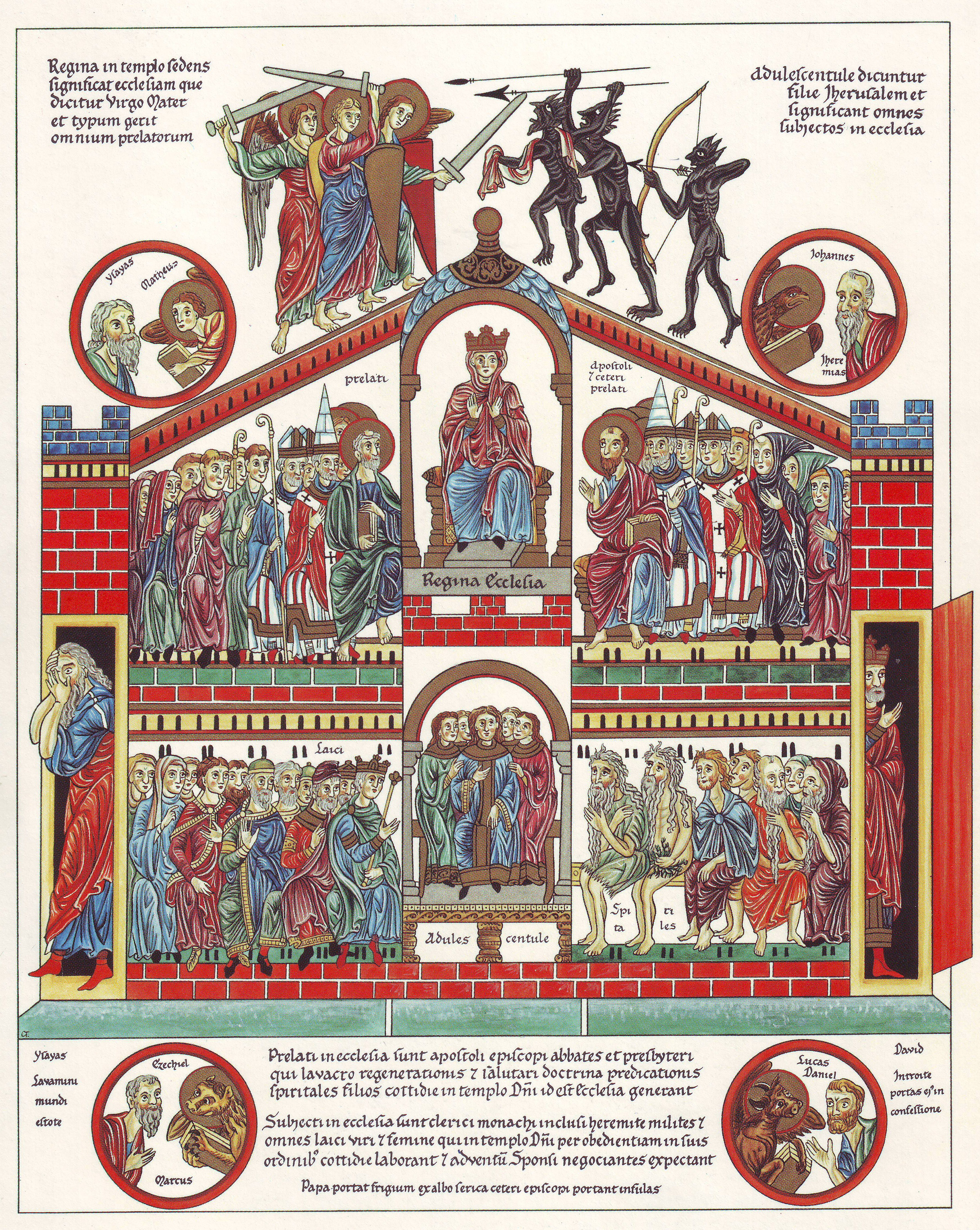

교회론은 헬라어로 '에클레시올로기아'(그리스어: 'Εκκλησιολογία)이다. 라틴어와 영어의 교회론을 의미하는 단어도 헬라어에서 유래했다. 기독교 신학의 조직신학 분야의 연구 분야로 교회의 본질을 찾는 학문이다.
그리스도와 교회의 관계, 구원의 역할, 교회의 조직, 치리, 그리고 예배와 관련된 기독교 교회를 연구하는 것이다. 조직신학에서 실천신학과 밀전합 관련을 지닌 분야로 실천신학 분야인 목회신학과 예배학, 교회행정, 선교학 등과 밀접한 관련을 지닌다.

## 어원
교회론(그리스어: 'Εκκλησιολογία)의 어근은 "회중, 교회"를 뜻하는 고대 그리스어 단어 '에클레시아'(ἐκκλησία, [ekklēsia])와 "말", "이해", "논리"를 뜻하는 '로기아'(-λογία)에서 유래했으며, 이는 과학이나 지식체의 이름에 사용하는 결합 용어이다.

## 같이 보기
- 조직신학
- 역사신학
- 교회